# ЮНИФИЛ
Временные силы ООН в Ливане (ВСООНЛ, англ. UNIFIL, аббр. от United Nations Interim Force In Lebanon) — миротворческие силы ООН, размещённые в южном Ливане (город Накура), на границе с Израилем в соответствии с Резолюцией Совета Безопасности ООН № 425 от 19 марта 1978 года и продлеваемым каждые полгода временным мандатом. Задачей сил ООН является поддержание спокойствия на израильско-ливанской границе.

## История

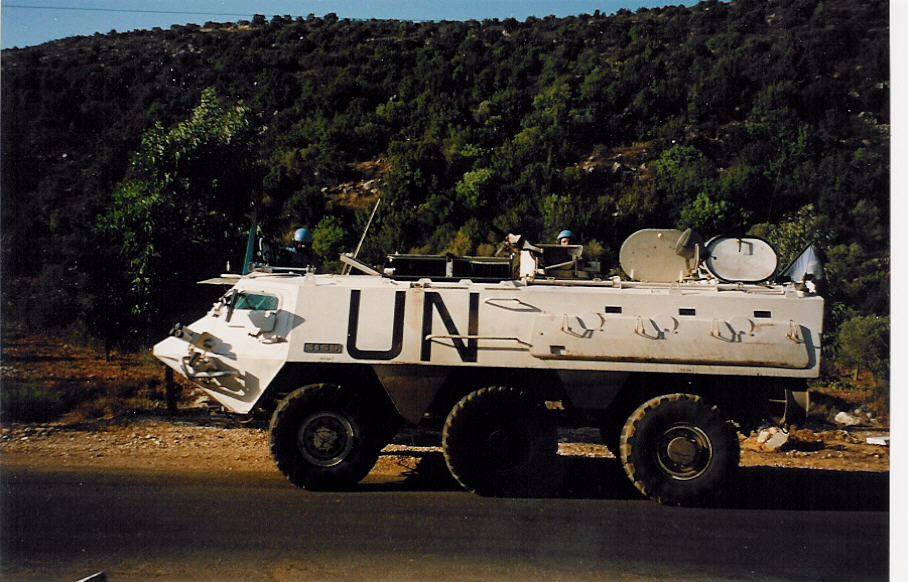
Бронетранспортер XA-180 финского миротворческого контингента UNIFIL в южном Ливане

Первоначальная численность миротворческого контингента ООН (4 тыс. чел.) и сроки пребывания (шесть месяцев) были определены резолюцией Совета Безопасности ООН № 426 от 19 марта 1978 года. Основными функциями контингента ООН являлись наблюдение за процессом вывода израильских войск из южной части Ливана (израильские войска заняли южный Ливан в 1978 году после операции «Литани» и были выведены лишь в мае 2000 года); восстановление международного мира и безопасности в южной части Ливана и оказание помощи правительству Ливана в обеспечении возвращения ему эффективной власти в южной части Ливана.
22 марта 1978 года в Ливан прибыли первые подразделения UNIFIL, командующим миротворческого контингента стал генерал-майор Э. Эрскин. К 29 мая 1978 года численность сил UNIFIL была увеличена до 4,5 тыс. военнослужащих.
В дальнейшем, в соответствии с резолюцией СБ ООН № 427, к июню 1978 года количество миротворцев было увеличено до 6 тыс.,
При создании UNIFIL и всех последующих продлениях их пребывания в Ливане, вплоть до апреля 1986 года, СССР воздерживался при голосовании по соответствующим резолюциям СБ ООН и не участвовал в финансировании этих сил. В апреле 1986 года, при очередном продлении мандата СССР, учитывая обращение ливанского правительства, впервые проголосовал за резолюцию и заявил о готовности принять участие в финансировании UNIFIL.
В июле 2006 года израильские войска начали наступление в южном Ливане, боевые действия продолжались до 14 августа 2006 года, когда в соответствии с резолюцией Совета Безопасности ООН № 1701 было объявлено прекращение огня.
В августе 2006 года численность сил UNIFIL составляла до 15 тысяч человек, однако мандат UNIFIL истекал 1 августа 2006 года, и генеральный секретарь ООН Кофи Аннан в своём докладе Совету Безопасности ООН рекомендовал продлить его на один месяц.
События Второй ливанской войны 2006 года, доказавшей низкую эффективность миротворцев ООН в предотвращении региональных конфликтов.
На римской международной конференции, созванной для урегулирования израильско-ливанского конфликта, министр иностранных дел Франции Филипп Дуст-Блази предложил, чтобы миротворческие силы в Ливане находились под эгидой ООН. Мандат UNIFIL был вновь продлен.
11 августа 2006 года в соответствии с резолюцией Совета Безопасности № 1701 полномочия военнослужащих ООН в Ливане были расширены: согласно ей военнослужащие UNIFIL имеют право задерживать вооружённых боевиков Хезболлы в случаях, когда они пытаются осуществлять террористическую деятельность или представляют угрозу для миротворцев.
В 2006 году, после Второй ливанской войны, по просьбе правительства Ливана было принято решение о создании морского контингента в составе UNIFIL для патрулирования и защита ливанских территориальных вод. Этот морской контингент стал первым в истории миротворческих миссий ООН. 
10 декабря 2009 года силы UNIFIL возглавил испанский генерал Альберто Асарта Куэвас. Он сменил итальянского генерал-майора Клаудио Грациано, на сохранении полномочий которого ещё на 6 месяцев настаивал Израиль.
Решение о создании морского контингента в составе UNIFIL было принято .
13 октября 2024 года в ходе боевых действий на территории Ливана, премьер-министр Израиля Беньямин Нетаньяху обратился к генеральному секретарю ООН Антониу Гутерришу с требованием немедленно вывести миротворцев Временных сил ООН в Ливане (UNIFIL) из зоны боевых действий в районе ливано-израильской границы.

### Инциденты
- 7 июня 1985 года[15] отряд АЮЛ разоружил и захватил в заложники 24 финских солдат и 1 французского полковника UNIFIL[16]. Боевики АЮЛ угрожали убить финских миротворцев, но позднее отпустили троих[17], оставшиеся заложники были освобождены 16 июня 1985[18].
- 28 июня 1985 года АЮЛ обстреляла из артиллерийских орудий пост непальского контингента UNIFIL, в результате миротворцы были вынуждены открыть ответный огонь[19].
- в октябре 1985 года боевики АЮЛ атаковали контрольно-пропускной пост UNIFIL, расположенный южнее селения Блат (в окрестностях Марджаюна), и разоружили находившихся на посту норвежских миротворцев, похитив стрелковое оружие, средства связи и автомашины[20].
- 25 октября 2006 года корабль ВМС Германии, патрулировавший побережье Ливана в рамках миссии ЮНИФИЛ, был обстрелян истребителем ВВС Израиля[21].
- 4 августа 2020 года в результате взрывов в порту Бейрута пострадал корабль Временных сил ООН, было ранено несколько миротворцев[22].

### Современное состояние
По состоянию на 30 ноября 2013 года общая численность международного контингента ООН составляла 15 000 человек (10 200 военнослужащих 31 государств, помимо наблюдателей и гражданских лиц).

## Потери

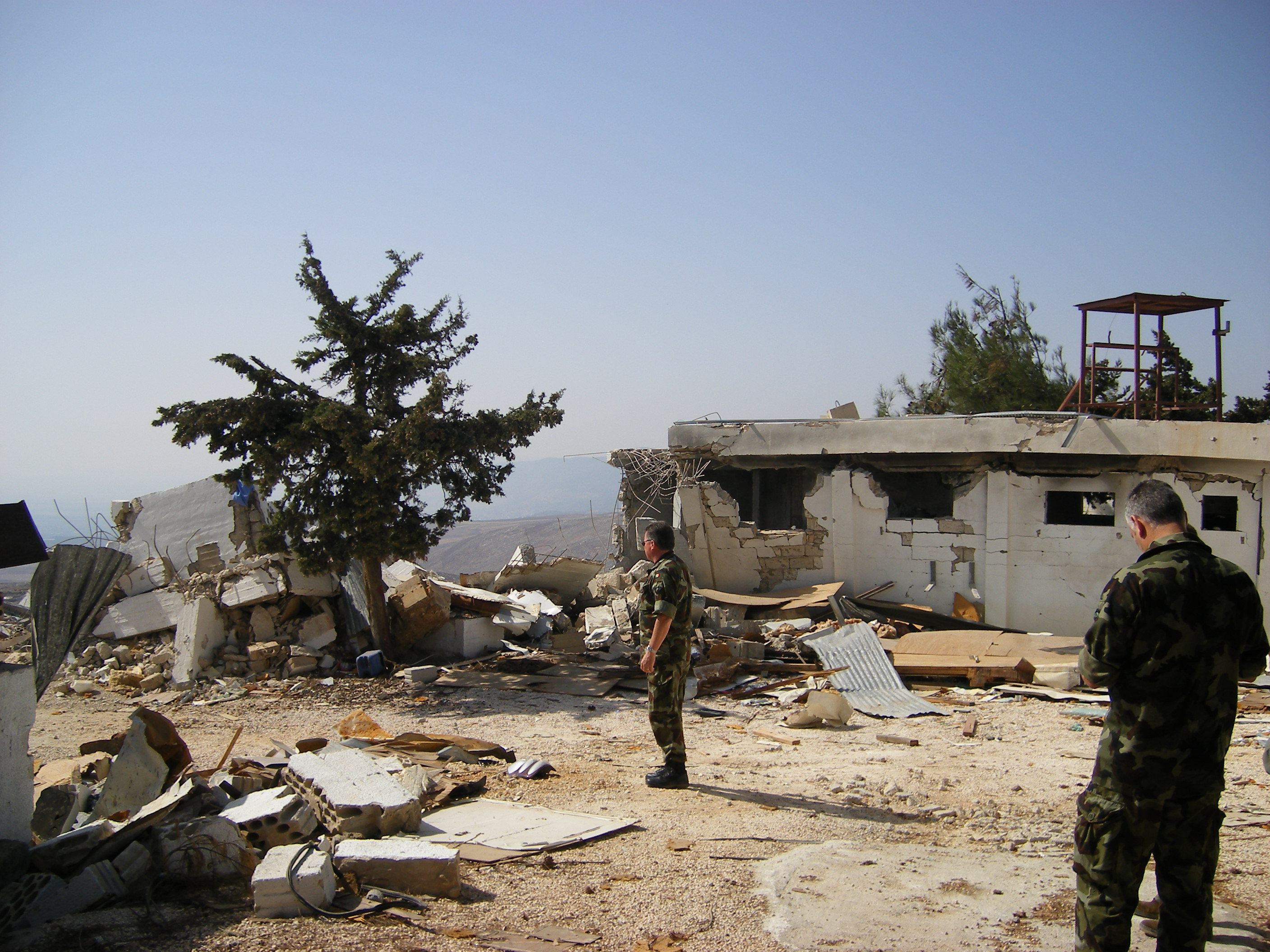
Наблюдательный пост UNIFIL, разрушенный в результате авиаудара ВВС Израиля 25-26 июля 2006 года

В общей сложности, в период с 1978 года по 30 июня 2019 в Ливане погибли 313 миротворцев UNIFIL (296 военнослужащих, 2 международных наблюдателя и 15 гражданских лиц), кроме того, один голландский солдат дезертировал и перешёл на сторону «милиции» С. Хаддада:
- в марте 1978 года в результате наезда на мину подорвался «джип» UNIFIL, погиб один шведский офицер и был ранен ещё один шведский военнослужащий[26].
- 19 апреля 1978 года в результате артиллерийского обстрела «Армией южного Ливана» штаба миротворческого контингента UNIFIL погибли 8 миротворцев ООН[27][нет в источнике].
- в апреле 1980 года трое ирландских солдат из миротворческого контингента ООН (рядовые Barrett, Smallhorne и O’Mahoney) были похищены вооруженными людьми из «милиции» С. Хаддада, двое из них были застрелены из автоматического оружия[28], а третий — тяжело ранен, но выжил.
- 27 апреля 1981 года палестинскими боевиками был убит один (Hugh Doherty) и похищен ещё один ирландский солдат (Kevin Joyce) из состава миротворческого контингента UNIFIL[29].
- в мае 1983 года в перестрелке с людьми из «милиции» С. Хаддада был убит один солдат UNIFIL[30].
- 21 августа 1986 года в результате взрыва мины, подложенной «приверженцем радикального исламистского сопротивления», погиб лейтенант Aongus Murphy (Ирландия)[31][32].
- 3 октября 1988 года АЮЛ обстреляла из артиллерийских орудий христианскую деревню, в которой находились миротворцы UNIFIL, в результате были ранены 1 миротворец, 3 женщины и мальчик[33]
- 24 февраля 1989 года рядовой Michael McNeela (Ирландия) был убит в результате обстрела поста ЮНИФИЛ со стороны АЮЛ[31].
- 21 марта 1989 года в результате взрыва мины MB4/62 советского производства, подложенной предположительно боевиками Хезболлы, погибли 3 военнослужащих Ирландии — Fintan Heneghan, Mannix Armstrong и Thomas Walsh[31].
- 3 июня 1994 года боевики Хезболлы дважды атаковали фиджийских миротворцев, убив одного и ранив троих солдат[34].
- в ходе Второй Ливанской войны:

вечером 25 июля 2006 года израильский танк выстрелил по позициям миротворческого батальона UNIFIL, осколками снаряда были ранены 4 военнослужащих Ганы
в ночь с 25 на 26 июля 2006 года вооружённые силы Израиля обстреляли из артиллерийских орудий, а ВВС Израиля нанесли авиаудар по посту UNIFIL в городе Хияме. В результате попадания 500-кг авиабомбы, а также после обстрела НП четырьмя 155-мм снарядами пост был практически полностью разрушен, погибли 4 военных наблюдателя ООН из подразделения UNTSO Team Sierra: подполковник китайской армии Ду Чжаоюй, майор канадской армии Пит Хесс ван Крюденер, один гражданин Австрии и один гражданин Финляндии. Во время шестичасового обстрела, наблюдатели ООН десять раз по телефону просили израильтян прекратить стрельбу, и каждый раз получали ответ, что обстрел будет прекращён. 26 июля генеральный секретарь ООН Кофи Аннан выразил потрясение и скорбь по поводу гибели 4 наблюдателей ООН в результате умышленного нападения израильских войск на наблюдательный пост ООН на юге Ливана и потребовал от Израиля прекратить подобные нападения и начать расследование произошедшего инцидента.
кроме того, летом 2006 года погибло ещё два военнослужащих UNIFIL, один из них — китайский сапёр — подорвался при разминировании неразорвавшегося боеприпаса после окончания боевых действий.
- 13 ноября 2006 — двое французских военнослужащих UNIFIL получили тяжелые ранения вследствие аварии бульдозера.
- 24 ноября 2006 — британский и боснийский военнослужащие получили тяжелые ранения в ноги при обезвреживании взрывного устройства, предположительно — неразорвавшегося кассетного боеприпаса.
- 29 января 2007 — двое бельгийских военнослужащих получили ранения при обезвреживании неразорвавшегося кассетного боеприпаса.
- 7 марта 2007 — двое бельгийских военнослужащих погибли и двое получили тяжёлые ранения при аварии перевернувшегося бронетранспортёра.
- 25 июня 2007 — шестеро военнослужащих испанского контингента (в том числе трое — граждане Колумбии) погибли и двое были ранены в результате взрыва заминированного автомобиля.
- в июне 2008 года в дорожно-транспортном происшествии погиб один военнослужащий Испании[41]
- 27 мая 2011 года в результате взрыва мины, подложенной на шоссе вблизи г. Сидон, погиб военнослужащий ЮНИФИЛ из Италии и 4 — ранены[42].

## Критика
В свете деятельности ЮНИФИЛа в Ливане после Второй Ливанской Войны некоторыми израильскими политическими и военными деятелями высказывалось мнение, что силы ЮНИФИЛ пассивно содействуют боевикам «Хезболлы» — в частности, позволяя им строить свои укреплённые позиции на границе с Израилем в непосредственной близости к наблюдательным пунктам ЮНИФИЛ. Делается это с целью затруднить ответные израильские удары по позициям «Хезболлы» из опасения случайно попасть по миротворцам ЮНИФИЛ. Кроме того, в адрес ООН раздавалась резкая критика в связи с действиями миротворцев в 2000 году, во время проникновения террористов Хезболлы на территорию Израиля и похищения трёх израильских солдат. Солдаты ООН, присутствовавшие при нападении засняли происходящее на плёнку, однако не предприняли ничего чтобы помешать боевикам. Израиль утверждает также что располагает доказательствами и более активного сотрудничества ЮНИФИЛа с Хезболлой. В частности, во время Второй Ливанской войны сайт ЮНИФИЛ публиковал детальные разведданные о расположении израильских подразделений, их перемещении, вооружении и экипировке. В то же время информация о «Хезбалле» выглядела следующим образом: «Ракеты запущены в большом количестве из различных точек». Израиль утверждает, что зная заранее о многих незаконных акциях Хезболлы, силы ЮНИФИЛ не предпринимают никаких действий для их предотвращения.
Хезболла также критикует ЮНИФИЛ, полагая, что солдаты ООН превышают свои полномочия.

## Командный состав UNIFIL

### Командующие сухопутным контингентом UNIFIL
| Вступление в должность | Оставление должности | Имя                        | Страна    |
| ---------------------- | -------------------- | -------------------------- | --------- |
| Март 1978              | Февраль 1981         | Эмануэль Эрскине           | Гана      |
| Февраль 1981           | Май 1986             | Уильям О’Каллаган          | Ирландия  |
| Июнь 1986              | Июнь 1988            | Густав Хёгглунд            | Финляндия |
| Июль 1988              | Февраль 1993         | Ларс-Эрик Ваглгрен         | Швеция    |
| Февраль 1993           | Февраль 1995         | Тронд Фуруховде            | Норвегия  |
| Апрель 1995            | 1 октября 1997       | Станислав Францишек Возняк | Польша    |
| Февраль 1997           | Сентябрь 1999        | Джиойе Коноуси Конроте     | Фиджи     |
| 30 сентября 1999       | 1 декабря 1999       | Джеймс Сринан              | Ирландия  |
| 16 ноября 1999         | 15 мая 2001          | Сет Кофи Обенг             | Гана      |
| 15 мая 2001            | 17 августа 2001      | Ганешан Атхманатхан        | Индия     |
| 17 августа 2001        | 17 февраля 2004      | Лалит Мохан Тевари         | Индия     |
| 17 февраля 2004        | 2 февраля 2007       | Алан Пеллегрини            | Франция   |
| 2 февраля 2007         | 28 января 2010       | Клаудио Грациано           | Италия    |
| 28 января 2010         | 28 анваря 2012       | Альберто Асарта Куэвас     | Испания   |
| 28 января 2012         | 24 июля 2014         | Паоло Серра                | Италия    |
| 24 июля 2014           | 24 июля 2016         | Луциано Портолано          | Италия    |
| 24 июля 2016           | н.в.                 | Майкл Бири                 | Ирландия  |

### Командующие ВМС UNIFIL
| Вступление в должность | Оставление должности | Имя                              | Страна   |
| ---------------------- | -------------------- | -------------------------------- | -------- |
| Сентябрь 2006          | 16 октября 2006      | Джузеппе ди Джордже              | Италия   |
| 16 октября 2006        | Март 2007            | Андреас Краузе                   | Германия |
| Март 2007              | Сентябрь 2007        | Карл-Вильгельм Боллов            | Германия |
| Сентябрь 2007          | Февраль 2008         | Христиан Лютгер                  | Германия |
| Февраль 2008           | Август 2008          | Руджеро ди Бьясе                 | Италия   |
| Сентябрь 2008          | Февраль 2009         | Жан-Луи Керигнард                | Франция  |
| Март 2009              | Май 2009             | Жан-Тьерри Пину                  | Бельгия  |
| Август 2009            | Август 2009          | Руджеро ди Бьясе                 | Италия   |
| Сентябрь 2009          | Ноябрь 2009          | Юрген Маннхардт                  | Германия |
| Декабрь 2009           | Февраль 2011         | Паоло Сандалли                   | Италия   |
| Февраль 2011           | Февраль 2012         | Луиз Энрике Кароли               | Бразилия |
| Февраль 2012           | Февраль 2013         | Вагнер Лопес де Мораес Замич     | Бразилия |
| Февраль 2013           | Февраль 2014         | Хосе де Андраде Бандейра Леандро | Бразилия |
| Февраль 2014           | Февраль 2015         | Вальтер Эдуардо Бомбарда         | Бразилия |
| Февраль 2015           | Февраль 2016         | Флавио Маседа Брасил             | Бразилия |
| Февраль 2016           | н.в.                 | Клаудио Энрике Мелло де Альмейда | Бразилия |

### Личные представители Генерального секретаря ООН в Южном Ливане
| Вступление в должность | Оставление должности | Имя                  | Страна   |
| ---------------------- | -------------------- | -------------------- | -------- |
| Март 1978              |                      | Жан Кук              | Франция  |
| 2000                   | 15 января 2001       | Рольф Горан Кнутссон | Швеция   |
| 15 января 2001         | Апрель 2005          | Стаффан де Мистура   | Швеция   |
| Апрель 2005            | н.в.                 | Гейр Педерсен        | Норвегия |